# If We Ever Meet Again
„If We Ever Meet Again" je píseň amerického producenta Timbalanda. Píseň pochází z jeho třetího alba Shock Value II. S touto písní mu vypomohla americká popová zpěvačka Katy Perry.

## Hitparáda
| Země           | Umístění |
| -------------- | -------- |
| Austrálie      | 9        |
| Rakousko       | 10       |
| Kanada         | 4        |
| Česko          | 1        |
| Německo        | 9        |
| Velká Británie | 3        |
| USA            | 37       |
| Slovensko      | 6        |